# Центральний регіон (Непал)
Центральний регіон (неп. पश्चिमाञ्चल विकास क्षेत्र) — колишній регіон Непалу з центром у місті Хетауда.
Включав три зони:
- Багматі
- Джанакпур
- Нараяні

## Географія
Площа регіону складала 27410 км². Населення за даними перепису 2011 року — 9656985 чоловік. Регіон межував з Західним регіоном Непалу (на заході), Східним регіоном (на сході), індійським штатом Біхар (на півдні), і  Тибетським автономним районом КНР (на півночі).